# Can Suris
|  | Per a altres significats, vegeu «Can Suris (Camprodon)». |

Can Suris, també coneguda com a Can Nisa o Fàbrica Surís, és un edifici d'origen industrial del barri Fonstanta-Fatjó de Cornellà de Llobregat (Baix Llobregat). Està inclòs en l'Inventari del Patrimoni Arquitectònic de Catalunya com a bé cultural d'interès local (BCIL). Fou edificat durant la segona meitat del segle xix en el context de la Revolució Industrial a Catalunya, i més en concret en el període de creixement del sector tèxtil al voltant del Canal de la Infanta i a la comarca del Baix Llobregat. D'estil modernista, va patir una progressiva degradació i pèrdua d'ús al llarg del segle XX fins a assolir un estat d'abandonament total, fins que a partir de la dècada de 2010 es va restaurar plenament com a centre d'innovació tecnològica, el Citilab.

## Seglexix, orígens del tèxtil a Cornellà i fàbriques precursores
Can Suris va ser una de les fàbriques pioneres de la industrialització de Cornellà. La seva precència va estar precedida per la construcció inicial del Canal de la Infanta l'any 1827. Posteriorment, es té notícia d'un molí fariner i, poc després, de la fàbrica d'indianes de Can Rosés el 1851. El procés habitual era que, després de les indianes, arribés el tèxtil. L'any 1851 l'empresari Francesc Quer i Sagristà (o Isidre Quert) va establir la indústria de Can Vilumara (coneguda com la Llana) al costat del Canal de la Infanta, dedicada a la fabricació d'indianes, teixits de cotó i filats. L'edifici, no obstant, es va transferir entre els anys 1873 i 1880 i va passar a anomenar-se A. Sala i Companyia; aquesta només dedicada al cotó i els filats.

## Segle XX – Establiment de Can Suris i activitat industrial
Amb el pas dels anys, la manca d'espai a Can Vilumara va provocar que calgués un nou edifici, construït en terrenys allunyats del canal i que ja no es podia abastir de l'aigua per a generar energia elèctrica. El 1897 es va edificar aquesta nova construcció, d'estil modernista i amb funció industrial i en què predomina l'ús del ferro, el maó i el vidre, juntament amb altres dependències annexes desenvolupades els anys posteriors. Posteriorment, la nau va canviar de propietaris el 1913, moment en què es va passar a anomenar Fontanals i Suris Hermanos. Aquesta denominació va propiciar el nom actual pel qual es coneix la fàbrica en l'actualitat.
Després de la crisi econòmica provocada pel crac del 29, Can Suris i unes altres onze fàbriques tèxtils van fundar la Unión Industrial Algodonera S.A. a fi de reduir despeses i incentivar l'exportació. Josep Maria Surís, propietari de la nau, en fou el director i gerent fins al 1935, quan la unió empresarial es va dissoldre de manera definitiva. Anys més tard, durant la Guerra Civil espanyola, l'edifici va canviar d'ús i es va convertir en una caserna de les tropes franquistes. L'activitat industrial de filatura es va reprendre un cop acabada la guerra, fins que va cessar definitivament el 1978. Durant els darrers anys i en alguns moments de principis dels anys 80, va ser utilitzada com a magatzem.

## Arquitectura
El complex industrial original presentava la fàbrica que es conserva actualment i en la qual es desenvolupava la manufactura cotonera, la casa del director, altres dependències lligades a la producció (tallers i magatzems) i la Colònia Surís, construïda l'any 1920, d'habitatges per als treballadors.
L'edifici principal, l'únic conservat avui dia, es tracta d'una construcció de planta rectangular a la que s'hi afegeix, a manera de creuer, una petita nau perpendicular —que feia la funció d'entrada principal— a un dels costats de la nau que no troba prolongació en l'altre. La coberta és a dues vessants i de teules planes d'encaix, seguint una de les tipologies tradicionals de l'arquitectura rural catalana. Aquest historicisme es reforça per la utilització funcional i decorativa del principal material de construcció, el maó vist, que divideix les façanes laterals verticalment, seguint l'ordenació de les finestres i que tenen grans obertures en forma d'arc rebaixat emmarcat per dues fileres de maons a sardinell. També forma la línia de cornisa amb una doble sanefa escalonada. La façana del volum central, doncs, té unes obertures més petites que la resta i diversos elements ornamentals fets amb aquest mateix material. Aquests ressalts decoratius i espacials de maó, en definitiva, trenquen la funcionalitat d'un edifici industrial, actitud típica del modernisme.
Pel que fa a l'ordenació interior, l'estructura està integrada per pilars de fosa, jàsseres de fusta i volta catalana de maó de pla amb diversos tensors metàl·lics que suporten l'empenta de les voltes cap als murs i els ancoratges dels quals es poden apreciar a les façanes. Tant abans com després de la remodelació integral de la dècada de 2000, la distribució consta de planta baixa, dues plantes pis i una planta sotacoberta.
A l'exterior, també s'hi alça plenament conservada una xemeneia troncocònica que antigament connectava amb la fàbrica.